# Scrotum

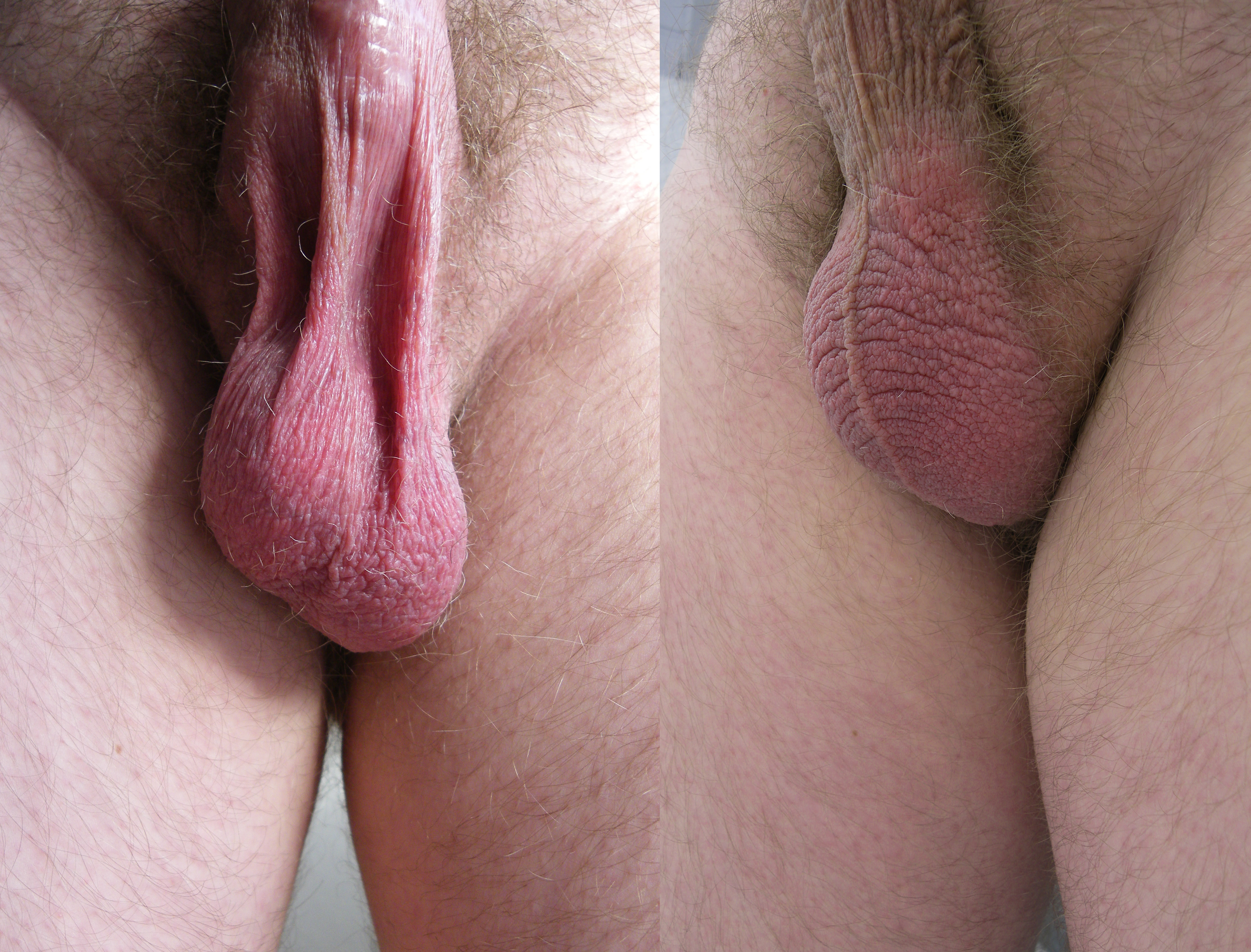
Kaalgeschoren scrotum ontspannen (links) en bij koude, of seksuele opwinding bij de mens

Het scrotum (ook wel balzak) is, bij mannelijke, niet-testiconde zoogdieren, een onder de buik hangende huidplooi (zakje) waarin de twee teelballen (testikels) hun plaats hebben.
Het scrotum bevindt zich tussen de benen, de penis en de anus.
Bij de mens is het voor een goed verlopende zaadcelproductie in de teelballen nodig dat de testes op de juiste temperatuur worden gehouden; dat is enkele graden beneden de lichaamstemperatuur. Dit wordt geregeld door de musculus cremaster zodat de inhoud van de balzak, afhankelijk van de omgevingstemperatuur, dichter naar of verder van het lichaam beweegt waardoor de temperatuur resp. hoger of lager wordt.
Bij castratie wordt de inhoud van het scrotum geheel verwijderd, waardoor niet alleen de zaadproductie maar ook de hormoonproductie die normaal in de teelballen plaatsvindt wordt onderbroken.
In de seksualiteit speelt de gevoeligheid van het scrotum een rol. Een voorzichtige aanraking kan zeer opwindend zijn. Een ruwere aanraking van het scrotum is echter bijzonder pijnlijk. Daarom worden bij sommige balsporten het scrotum en de penis beschermd door een zogenaamde toque.
In de ontwikkeling van een menselijk embryo is het scrotum homoloog aan de buitenste schaamlippen. Op de foto rechts is duidelijk de verticale sluiting te zien.